# Žveplasta kislina
Žveplasta kislina, pravilneje vodna raztopina žveplovega dioksida,  je spojina s kemijsko formulo H2SO3. Njene soli so bisulfiti (ali hidrogensulfiti) in sulfiti.

## Lastnosti
Ramanov spekter vodnih raztopin žveplovega dioksida pokaže samo prisotnost žveplovega dioksida in hidrosulfitnih ionov HSO−
3, kar ustreza naslednjemu ravnotežju:
SO2(aq) + H2O(l) ⇌ HSO−
3(aq) + H+(aq).
Ka = 1,54×10−2 in  pKa = 1,81 kažeta, da je ravnotežje pomaknjeno zelo v levo.
Jedrska magnetna resonančna spektroskopija 17O je pokazala, da raztopine žveplaste kisline in protoniranih sulfitov vsebujejo zmes izomerov, ki sta v naslednjem ravnotežju:
[H-OSO2]− ⇌ [H-SO3]−

## Uporaba
Žveplasta kislina se uporablja kot reducent, vodne raztopine bisulfitov in sulfitov pa kot dezinfekcijska sredstva. Uporabljajo se tudi kot blaga belila za materiale, ki ne prenesejo beljenja z bolj agresivnimi, klor vsebujočimi belili.